# Motion TM
Die Motion TM Vertriebs GmbH (Eigenschreibweise MOTION TM Vertriebs GmbH) ist ein 2003 gegründeter deutscher Online-Händler mit Hauptsitz in Troisdorf im Bereich Mobilfunk und Telekommunikation. Vertrieben werden Mobilfunkendgeräte wie Smartphones, die zugehörigen Mobilfunkverträge nahezu aller deutschen Netzbetreiber sowie Zubehör und Multimediaartikel.

## Geschichte
Die Motion TM Vertriebs GmbH entstand durch Ümit Akbulut und Bülent Karsli, die während ihres Jurastudiums in Osnabrück einen Onlinehandel für Mobiltelefone unter der Marke fonmarkt.de gründeten. Erste Unternehmensform im Jahr 2001 war eine Gesellschaft bürgerlichen Rechts (Akbulut-Karsli GbR). Im Jahr 2003 gründeten Akbulut und Karsli mit drei weiteren Beteiligten (Hendrik Wehmeyer, Bülent Celik, Stefan Lange – heutiger Geschäftsführer) die Motion TM Vertriebs GmbH. Neuer Sitz wurde Köln; die Markenwelt wurde auf die Marken handytick.de, fonmarkt.de, fonmarkt.at, mediaversand.de ausgeweitet.
2009 zog das Unternehmen aus Köln in eine eigene Immobilie in Troisdorf. Die Beschäftigtenzahl wuchs auf 25 Mitarbeiter an.
Die Mengenvermarktung via Internet eröffnete weitere Absatzkanäle, so dass 2009 die Onlinedistribution namens MOON (MOTION ONLINE) für den Mobilfunk Fachhandel entwickelt wurde. Ein Onlineportal, welches die lokale Vermarktung für den Mobilfunkfachhandel direkt am PoS (Point of Sale) bietet und die Abwicklung stark vereinfacht.
Aus der Warenbeschaffung entstand schließlich eine Mobilfunk-Hardwaredistribution gezielt für Großabnehmer und andere Distributoren, welche heute Großkunden im deutschen Mobilfunkgeschäft bedient.
2013 beteiligte sich die Mobilcom-Debitel an dem Troisdorfer Unternehmen und erwarb 51 Prozent der Anteile. Trotz der Beteiligung wird das Unternehmen weiter von den Gründern geführt und bietet unabhängig am Markt alle Produkte des deutschen Mobilfunkmarktes an.
Die Motion TM Vertriebs GmbH verkaufte 2014 rund 400.000 Mobiltelefone und erwirtschaftete einen Jahresumsatz 2014 von 175 Millionen EUR.
Seit 2020 ist Motion TM wieder unabhängig und die Altgesellschafter besitzen wieder 100 % der Anteile.

## Geschäftsbereiche
Die drei Kernbereiche des Geschäfts sind:
- Endkundengeschäft über die Onlineshops
- Großhandel/Distribution für den Mobilfunkfachhandel in Deutschland über das Fachhandelsportal MOON
- Hardware-Distribution für Großabnehmer und andere Großhändler und Distributoren

### Endkundengeschäft
Im Endkundengeschäft betreibt die Motion TM Vertriebs GmbH verschiedene Marken, in denen die Verbraucher Mobilfunkverträge der Netzbetreiber und Provider Telekom, Vodafone, o2 – Telefonica, E-Plus, BASE, Mobilcom-Debitel, blau.de, Otelo, Drillisch u. a. erwerben können. Das Portfolio umfasst alle Tarife, konzentriert sich aber auf Allnet-Flat-Tarife.
Neben und zu den Verträgen als Bundle können die Kunden Hardware der Hersteller Apple, Samsung, Sony – Ericsson, Nokia, Motorola, HTC, Huawei  kaufen.
Marken und Vertriebsflächen der Motion TM Vertriebs GmbH:
- Handytick
- Modeo
- Fonmarkt
- Mediaversand
- Studentenvertraege
- Talkline

### Mobilfunkfachhandel
Über das Fachhandelsportal MOON können Mobilfunk-Einzelhändler Waren wie Mobilfunktelefone, Tablets etc. beziehen und zugleich Mobilfunkverträge aller deutschen Anbieter vermitteln. Das Portal ist auf den Point-of-Sale abgestimmt.

### Hardware-Distribution
Motion TM Vertriebs GmbH entwickelte sich zu einer Hardware-Distribution mit Geschäftsbeziehungen zu Großabnehmern im deutschen Markt, umfassend Großhändler, Distributoren, Retail-Ketten sowie Key-Player im Onlinehandel. Das Geschäft findet ausschließlich in Deutschland statt.

## Beteiligung Mobilcom-Debitel
Die Motion TM Vertriebs GmbH ist langjähriger Vertriebspartner von Mobilcom und Debitel (heute Mobilcom-Debitel). 2012 arbeiteten Mobilcom-Debitel und Motion TM Vertriebs GmbH in Projekten intensiver zusammen und die Motion TM Vertriebs GmbH wickelte für Mobilcom-Debitel unter anderem den Hardwareshop ab. Aus dieser Projektphase heraus ergab sich eine Beteiligung von 51 Prozent seitens Mobilcom-Debitel an der Motion TM Vertriebs GmbH zwischen 2013 und 2020.
Alle Altgesellschafter sind erhalten und steuern weiterhin das Geschäft. Wesentlicher Punkt in dem Zusammenschluss war, dass die Motion TM Vertriebs GmbH trotz der strategischen Kooperation weiterhin ein unabhängiger Mobilfunkvermarkter aller Produkte und Hersteller bleibt.